# Alireza Zamani
Alireza Zamani (in persiano علیرضا زمانی‎; Teheran, 11 gennaio 1994) è un aracnologo iraniano principalmente interessato allo studio tassonomico dei ragni dall'Iran.

## Taxon nominato in suo onore
- Anthocharis gruneri zamanii  Naderi & Back, 2019
- Tegenaria zamanii Marusik & Omelko, 2014

## Taxa descritti
- Generi
  - Bastanius Mirshamsi, Zamani & Marusik, 2016 (Hersiliidae)
  - Callipelis Zamani & Marusik, 2017 (Gnaphosidae)
  - Iranotricha Zamani & Marusik, 2018 (Gnaphosidae)
  - Kharitonovia Esyunin, Zamani & Tuneva, 2017 (Dictynidae)
- Specie
  - Aelurillus westi Azarkina & Zamani, 2019 (Salticidae)
  - Ajmonia rajaeii Zamani & Marusik, 2017 (Dictynidae)
  - Anemesia koponeni Marusik, Zamani & Mirshamsi, 2014 (Cyrtaucheniidae)
  - Azerithonica sagartia Zamani & Marusik, 2019 (Agelenidae)
  - Bastanius kermanensis Mirshamsi, Zamani & Marusik, 2016 (Hersiliidae)
  - Callipelis deserticola Zamani & Marusik, 2017 (Gnaphosidae)
  - Cebrennus rambodjavani Moradmand, Zamani & Jäger, 2016 (Sparassidae)
  - Devade naderii Zamani & Marusik, 2017 (Dictynidae)
  - Diaea osmanii Zamani & Marusik, 2017 (Thomisidae)
  - Drassodes marusiki Esyunin & Zamani, 2019 (Gnaphosidae)
  - Duninia grodnitskyi Zamani & Marusik, 2018 (Hersiliidae)
  - Evarcha dena Zamani, 2017 (Salticidae)
  - Filistata maguirei Marusik & Zamani, 2015 (Filistatidae)
  - Hersilia talebii Mirshamsi, Zamani & Marusik, 2016 (Hersiliidae)
  - Hersiliola artemisiae Zamani, Mirshamsi & Marusik, 2017 (Hersiliidae)
  - Iranotricha lutensis Zamani & Marusik, 2018 (Gnaphosidae)
  - Loxosceles persica Ribera & Zamani, 2017 (Sicariidae)
  - Lycosa aragogi Nadolny & Zamani, 2017 (Lycosidae)
  - Microfilistata magalhaesi Zamani & Marusik, 2018 (Filistatidae)
  - Oecobius fahimii Zamani & Marusik, 2018 (Oecobiidae)
  - Oecobius ferdowsii Mirshamsi, Zamani & Marusik, 2017 (Oecobiidae)
  - Oecobius ilamensis Zamani, Mirshamsi & Marusik, 2017 (Oecobiidae)
  - Paracedicus kasatkini Zamani & Marusik, 2017 (Cybaeidae)
  - Paratheuma enigmatica Zamani, Marusik & Berry, 2016 (Dictynidae)
  - Parolpium litoreum Nassirkhani & Zamani, 2018 (Olpiidae)
  - Phrynichus persicus Miranda & Zamani, 2018 (Phrynichidae)
  - Phyxioschema gedrosia Schwendinger & Zamani, 2018 (Dipluridae)
  - Pritha garfieldi Marusik & Zamani, 2015 (Filistatidae)
  - Proszynskiana izadii Azarkina & Zamani, 2019 (Salticidae)
  - Proszynskiana logunovi Azarkina & Zamani, 2019 (Salticidae)
  - Pseudomicrommata mokranica Moradmand, Zamani & Jäger, 2019 (Sparassidae)
  - Pterotricha arabica Zamani, 2018 (Gnaphosidae)
  - Pterotricha esyunini Zamani, 2018 (Gnaphosidae)
  - Pterotricha kovblyuki Zamani & Marusik, 2018 (Gnaphosidae)
  - Pterotricha montana Zamani & Marusik, 2018 (Gnaphosidae)
  - Pterotricha nadolnyi Zamani, 2018 (Gnaphosidae)
  - Pterotricha stevensi Zamani, 2018 (Gnaphosidae)
  - Raveniola mazandaranica Marusik, Zamani & Mirshamsi, 2014 (Nemesiidae)
  - Sahastata amethystina Marusik & Zamani, 2016 (Filistatidae)
  - Sahastata sinuspersica Marusik, Zamani & Mirshamsi, 2014 (Filistatidae)
  - Selenops bastet Zamani & Crews, 2019 (Selenopidae)
  - Spariolenus khoozestanus Zamani, 2016 (Sparassidae)
  - Tegenaria alamto Zamani, Marusik & Malek-Hosseini, 2018 (Agelenidae)
  - Tegenaria arsacia Zamani & Marusik, 2019 (Agelenidae)
  - Tegenaria daylamanica Zamani & Marusik, 2019 (Agelenidae)
  - Tegenaria eros Zamani & Marusik, 2019 (Agelenidae)
  - Tegenaria guseinovi Zamani & Marusik, 2019 (Agelenidae)
  - Tegenaria rahnamayi Zamani & Marusik, 2019 (Agelenidae)
  - Tegenaria shirin Zamani & Marusik, 2019 (Agelenidae)
  - Zaitunia akhanii Marusik & Zamani, 2015 (Filistatidae)
  - Zaitunia darreshurii Zamani & Marusik, 2018 (Filistatidae)
  - Zaitunia vahabzadehi Zamani & Marusik, 2016 (Filistatidae)
  - Zaitunia zagrosica Zamani & Marusik, 2018 (Filistatidae)
  - Zora huseynovi Zamani & Marusik, 2017 (Miturgidae)

## Pubblicazioni principali
- Zamani, A. (2016): The Field Guide of Spiders and Scorpions of Iran. Iranshenasi, 360 pp. [en persan] Site de l'éditeur
- Moradmand, M., Zamani, A. & Jäger, P. (2016): On the genus Cebrennus Simon, 1880 in Iran with description of a new species from Iranian Central Desert (Araneae: Sparassidae). Zootaxa 4121 Abstract
- Zamani, A., Marusik, Y. M. & Berry, J. (2016): A new species of Paratheuma (Araneae: Dictynidae) from Southwestern Asia and transfer of the genus. Zoology in the Middle East 62 Abstract
- Mirshamsi, O., Zamani, A. & Marusik, Y. M. (2016): A survey of Hersiliidae (Arachnida: Araneae) of Iran with description of one new genus and two new species. Journal of Natural History 59 Abstract
- Zamani, A., Mirshamsi, O., Rashidi, P., Marusik, Y. M., Moradmand, M. & Bolzern, A. (2016): New data on the spider fauna of Iran (Arachnida: Araneae), part III. Arthropoda  Selecta 26 PDF[collegamento interrotto]
- Mirshamsi, O., Marusik, Y. M., Zamani, A., Moradmand, M. & Kashefi, R. (2015): Annotated checklist of the spiders of Iran (Arachnida: Araneae). Iranian Journal of Animal Biosystematics Fauna Iranica: I PDF
- Marusik, Y. M. & Zamani, A. (2015): Additional new species of Filistatidae (Aranei) from Iran. Arthropoda Selecta 24 PDF
- Zamani, A., Mirshamsi, O., Jannesar, B., Marusik, Y. M. & Esyunin, S. L. (2015): New data on the spider fauna of Iran (Arachnida: Araneae), Part II. Zoology and Ecology 26 Abstract
- Marusik, Y. M. & Zamani, A. (2015): The spider family Filistatidae (Araneae) in Iran. ZooKeys 516 PDF
- Marusik, Y. M., Zamani, A. & Mirshamsi, O. (2014): Three new species of mygalomorph and filistatid spiders from Iran (Araneae, Cyrtaucheniidae, Nemesiidae and Filistatidae). ZooKeys 463 PDF
- Zamani, A., Nikmagham, Z., Allahdadi, M., Ghassemzadeh, F. & Mirshamsi, O. (2014): New data on the spider fauna of Iran (Arachnida: Araneae). Zoology in the Middle East 60 Abstract